# Macroeme priapica

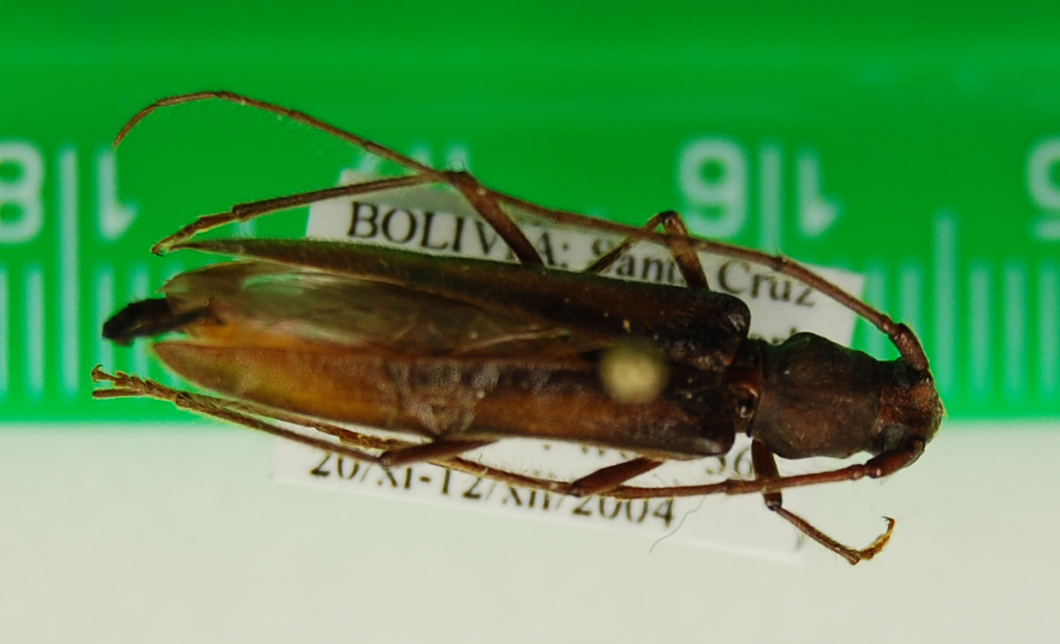

Macroeme priapica är en skalbaggsart som först beskrevs av Thomson 1857.  Macroeme priapica ingår i släktet Macroeme och familjen långhorningar.
Artens utbredningsområde är:
- Paraguay.
- Uruguay.

Inga underarter finns listade i Catalogue of Life.